# Antal Margittai
Antal Margittai (Palanok, 17 de septiembre de 1880-Mukáchevo, 17 de julio de 1939), fue un botánico húngaro cuyas actividades estaban enraizadas en los principios teóricos y científicos de la botánica. Fue profesor de Botánica en la Universidad Eötvös Loránd de Budapest, y miembro de la Academia de Ciencias de Hungría. Además destacado taxónomo y experto en la flora de los Cárpatos.
- La abreviatura «Margittai» se emplea para indicar a Antal Margittai como autoridad en la descripción y clasificación científica de los vegetales.[1]